# Dyprabak
Dyprabak – wieś w Armenii, w prowincji Gegharkunik. W 2011 roku liczyła 489 mieszkańców.